# Monte Cadria
Monte Cadria é uma montanha dos Alpes (nos Pré-Alpes de Bréscia e de Garda) cujo topo está a 2254 m de altitude, sendo a mais alta desta secção alpina. Está na fronteira entre a região de Trentino Alto Adige/Südtirol e a província de Trento, na Itália.
Segundo a classificação SOIUSA, esta montanha pertence a:
- Grande parte: Alpes Orientais
- Grande setor: Alpes do Sudeste
- Secção: Pré-Alpes de Bréscia e de Garda
- Subsecção: Pré-Alpes de Garda
- Supergrupo: Pré-Alpes Giudicare
- Grupo: Cadeia do Cadria
- Subgrupo: Subgrupo do Cadria
- Código: II/C-30.II-A.1